# Порог (Новгородская область)
Поро́г — деревня в Любытинском районе Новгородской области России. Входит в состав Неболчского сельского поселения.

## География
Деревня находится в северной части Новгородской области, в подзоне южной тайги, на левом берегу реки Дрегля, при автодороге 49К-08п4, на расстоянии примерно 48 км (по прямой) к северу от рабочего посёлка Любытино, административного центра района. Абсолютная высота — 79 м над уровнем моря.

### Климат
Климат района характеризуется как умеренно континентальный, влажный, с мягкой снежной зимой и умеренно тёплым летом. Средняя многолетняя температура самого холодного месяца (января) составляет −8,4 °С, средняя температура самого тёплого (июля) — 17 °С. Продолжительность вегетационного периода составляет примерно 172 дня. Среднегодовое количество осадков составляет 600—650 мм, из которых большая часть выпадает в тёплый период. Устойчивый снежный покров образуется в конце ноября — начале декабря и сохраняется в течение 115—140 дней. Средняя высота снежного покрова составляет 45 см.

### Часовой пояс
Деревня Порог, как и вся Новгородская область, находится в часовой зоне МСК (московское время). Смещение применяемого времени относительно UTC составляет +3:00.

## Население
| 2010 |
| ---- |
| 29   |

### Национальный состав
Согласно результатам переписи 2002 года, в национальной структуре населения русские составляли 97 % из 40 чел.